# ピアッジオ・ブラボー

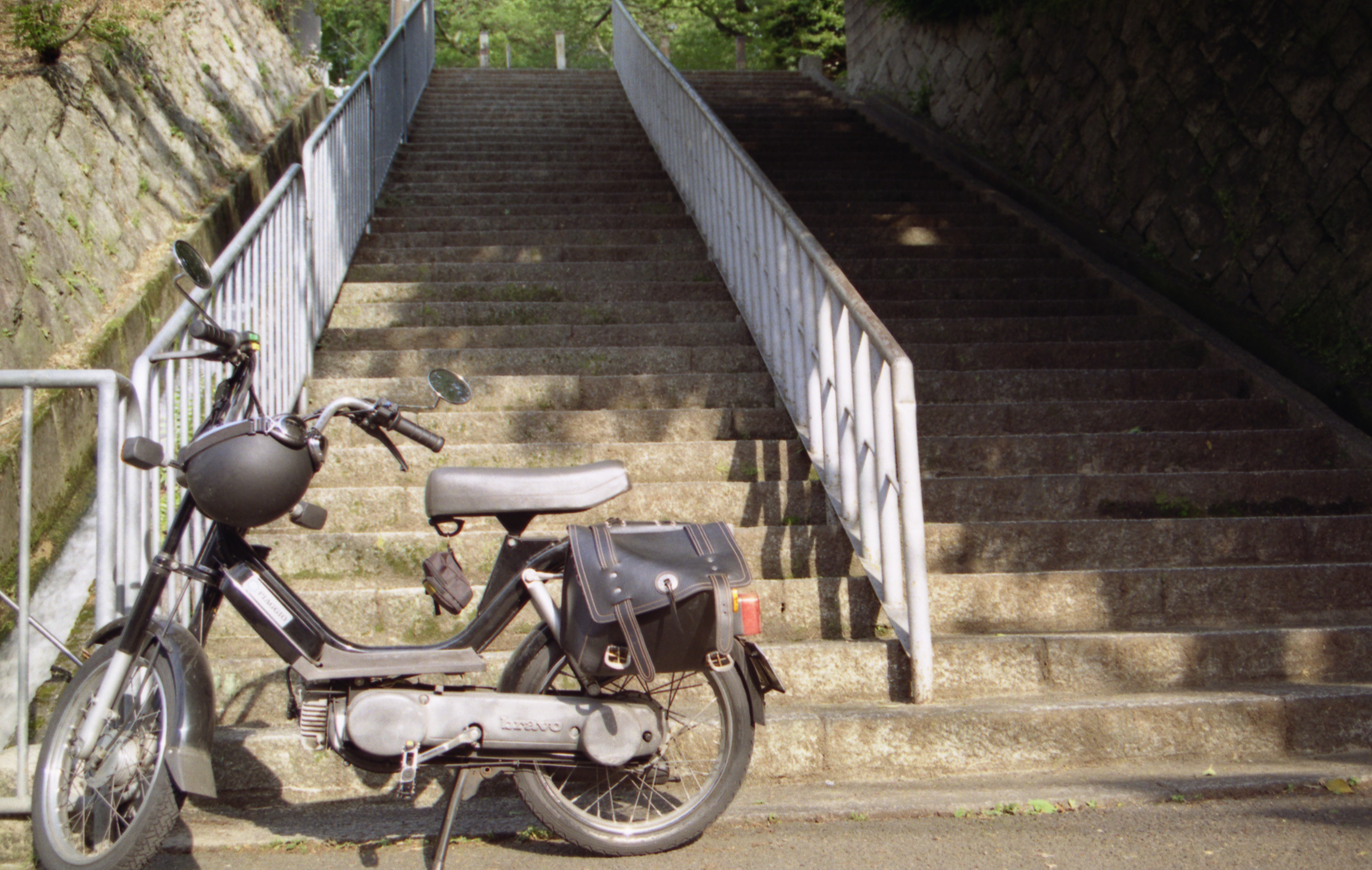
サイドバック、小物入れが装備されているBRAVO-PV

ブラボー（bravo）は、イタリアのピアッジオが製造販売しているモペッドである。

## 概要
50ccクラスの2ストロークエンジンを搭載しているため、国によっては運転免許が必要である。ペダルの動力はチェーンを使って、エンジンの動力はベルトをつかって後輪に伝えられる。自転車モードへの切り替えは、後輪左側にあるスイッチを操作することで行う。エンジン始動は、ハンドル左に設けられたデコンプレバーを押しながら、ペダルをこぐか、車体を押すことで加速していき、遠心クラッチがつながりエンジンブレーキが掛かった状態になったら、デコンプレバーを離してさらに押し込むことで始動する。エンジンと止める際にはデコンプレバーを押す。混合給油方式のため、レギュラーガソリン1Lに対して20ccの2ストローク用オイルを混合し給油する。バッテリーレスのため、エンジンが始動していないとライトなどの保安部品は作動しない。セキュリティはハンドルロックのみである。

## 諸元
BRAVO-PV
- 型式名：BRV1T
- 最高速度：50km/h
- エンジン：排気量49.3cc、空冷エンジン、シリンダー内径38.2mm､ストローク43mm、2ストロークロータリーバルブ
- 始動方式：ペダル、押し掛け
- 点火方式：フライホイールマグネット6/12V/40W
- 潤滑方式：2%混合
- 変速方式：オートマチック、レシオ1/14.53
- 駆動方式：後輪ベルトドライブ
- 制動方式：前輪後輪ともにドラムブレーキ
- タンク容量：3.0L (リザーブ容量0.5L)
- タイヤサイズ：2.1/4×16
- 全長/全幅/全高：1,595mm/670mm/1,025mm
- ホイールベース：1,050mm
- 重量：48kg